# 野口光一
野口 光一（のぐち こういち、1965年9月16日 - ）は、日本のVFXクリエーター。岐阜県出身。
東映アニメーション所属の営業企画本部 IP戦略室　シニアプロデューサー。博士（総合社会文化）

## 概要・経歴
1989年 - トーヨーリンクスに入社。
1995年 - 渡米。Boss Film Studiosにて、リチャード・エドランドに師事し映画のVFX制作を担当する。
帰国後フリーランス、ポリゴン・ピクチュアズを経て、東映アニメーションにてVFX／CGスーパーバイザーとして映画に参加する。
CGWORLDで「日本にフルCGアニメは根付くのか？」という連載を持っている。

## 主な作品

### 映画
- 『スピーシーズ 種の起源』 (1995年) - Computer Animator
- 『ウォーターワールド』 (1995年) - Computer Animator
- 『エアフォースワン』 (1997年) - Computer Animator
- 『クローンズ』 (1996) - Computer Animator
- 『ウルトラマンティガ THE FINAL ODYSSEY』 （2001年） - CGIアニメーター
- 『ミニモニ。じゃムービー お菓子な大冒険!』 (2002年） - CGアニメーター
- 『ウルトラマンコスモス2 THE BLUE PLANET』 (2002年） - CGIスーパーバイザー
- 『爆竜戦隊アバレンジャー DELUXE アバレサマーはキンキン中!』 (2003年） - デジタル合成
- 『ウルトラマンコスモスVSウルトラマンジャスティス THE FINAL BATTLE』 (2003年） - CGIスーパーバイザー
- 『イノセンス』 (2004年） - CGスーパーバイザー
- 『劇場版 仮面ライダー剣 MISSING ACE』 （2004年） - CGスーパーバイザー
- 『デビルマン』 (2004年) - CGスーパーバイザー
- 『ゴジラ FINAL WARS』 (2004年） - CGIディレクター
- 『ONE PIECE THE MOVIE オマツリ男爵と秘密の島』 (2005年) - CGアニメーター
- 『男たちの大和/YAMATO』 (2005年) - CGスーパーバイザー
- 『最終兵器彼女』 (2006年) - VFX監督
- 『劇場版 仮面ライダーカブト GOD SPEED LOVE』 （2006年） - CGスーパーバイザー
- 『俺は、君のためにこそ死ににいく』 (2007年) - VFXスーパーバイザー
- 『蒼き狼 地果て海尽きるまで』 (2007年) - VFXスーパーバイザー
- 『銀河鉄道999 星空はタイムマシーン 恐竜絶滅編（IMAX)』 (2007年) - CG監督
- 『ハッピーフライト』 (2008年) - VFXスーパーバイザー
- 『ヤッターマン』 (2009年) - CGIプロデューサー
- 『はやぶさ 遥かなる帰還』 (2012年) - VFXスーパーバイザー[4]
- 『キャプテンハーロック-SPACE PIRATE CAPTAIN HARLOCK-』(2013年) - Production Supervisor
- 『幕末高校生』(2014年) - VFXスーパーバイザー
- 『海難1890』(2015年) - VFXスーパーバイザー
- 『北の桜守』(2018年) - VFXスーパーバイザー
- 『カツベン!』(2019年) - VFXスーパーバイザー
- 『いのちの停車場』(2020年)- VFXスーパーバイザー
- 『大怪獣のあとしまつ』(2022年）- VFXスーパーバイザー
- 『室町無頼』(2025年）- VFXスーパーバイザー

### ゲームムービー
- 『チョコボの不思議なダンジョン2』 (1998年) - animator
- 『Final Fantasy X』 (2001年) - animator
- 『鬼武者2』 (2002年) - CG supervisor
- 『Biohazard 0』 (2002年) - CG supervisor

### テレビドラマ
- 『仮面ライダー電王』 (2007年) - CGデザイナー
- 『坂の上の雲 第1部』 (2009年) - VFXスーパーバイザー
- 『平清盛』 (2012年) - VFXスーパーバイザー
- 『女信長』 (2013年) - VFXスーパーバイザー
- 『甲殻不動戦記 ロボサン』 (2014年) - VFXスーパーバイザー

### テレビアニメ
- 『デジモンセイバーズ』 (2006年) - CGディレクター

## 製作作品

### 映画
- 『楽園追放 -Expelled from Paradise-』(2014年) - プロデューサー[5]
- 『デジモンアドベンチャー LAST EVOLUTION 絆』(2020年) - 企画プロデュース
- 『Kaiju Decode 怪獣デコード』（短編）(2021年) - プロデューサー

### テレビアニメ
- 『正解するカド』（2017年） - プロデューサー[6]

## テレビ出演
- 『美の饗宴 渦巻く大気をつかめ ～ターナー・究極の風景画～[7]』 (2012年)

## 主な論文
- 野口光一「日本市場におけるCGアニメーションの現状 : 『楽園追放 Expelled from Paradise』を中心に」『アニメーション研究』第18巻第1号、日本アニメーション学会、2016年、33-47頁、ISSN 1347-300X、NAID 40021917986。
- 野口光一「メディア変革期における「メディアミックス」の新展開:『妖怪ウォッチ』を事例に」『アニメーション研究』第19巻第1号、日本アニメーション学会、2017年、31-44頁、doi:10.34370/jjas.19.1_31、ISSN 1347-300X、NAID 130007733997。
- 木村智哉, 藤津亮太, 木船徳光, 野口光一, 津堅信之「シンポジウム1「日本のアニメーションの"はじまり"」」『アニメーション研究』第19巻第2号、日本アニメーション学会、2018年、55-75頁、doi:10.34370/jjas.19.2_55、ISSN 1347-300X、NAID 130008035727。
- 野口光一「アニメーション産業におけるメディアミックスの成立とその変容－「能動性」と「時間的接続」に着目して－」日本大学、博士論文（総合社会文化） 32665甲第5669号、2020年3月25日、doi:10.15006/32665A5669。